# Blenina laportei
Blenina laportei är en fjärilsart som beskrevs av Felder 1874. Blenina laportei ingår i släktet Blenina och familjen trågspinnare. Inga underarter finns listade i Catalogue of Life.